# It's Still Living
It's Still Living è un album dal vivo del gruppo musicale australiano The Birthday Party, pubblicato nel 1985.

## Tracce
1. King Ink – 5:23
2. Zoo Music Girl – 3:06
3. The Dim Locator – 4:14
4. She's Hit – 6:17
5. A Dead Song – 2:42
6. (Sometimes) Pleasure Heads Must Burn – 2:50
7. Junkyard – 6:18
8. Blast Off – 2:20
9. Release the Bats – 3:14
10. Nick the Stripper – 4:22
11. Big Jesus Trash Can – 3:47
12. Dead Joe – 3:36

## Formazione
- Phill Calvert - batteria
- Nick Cave - voce
- Mick Harvey - chitarra
- Rowland S. Howard - chitarra
- Tracy Pew - basso